# Вітово (Сьредський повіт)
Вітово (пол. Witowo) — село в Польщі, у гміні Кшикоси Сьредського повіту Великопольського воєводства.
Населення — 561 особа (2011).
У 1975-1998 роках село належало до Познанського воєводства.

## Демографія
Демографічна структура станом на 31 березня 2011 року:
|          | Загалом | Допрацездатний вік | Працездатний вік | Постпрацездатний вік |
| -------- | ------- | ------------------ | ---------------- | -------------------- |
| Чоловіки | 287     | 74                 | 188              | 25                   |
| Жінки    | 274     | 55                 | 166              | 53                   |
| Разом    | 561     | 129                | 354              | 78                   |